# Myotis anjouanensis
Myotis anjouanensis (Dorst, 1960) è un pipistrello della famiglia dei Vespertilionidi endemico delle Isole Comore.

## Descrizione

### Dimensioni
Pipistrello di piccole dimensioni, con la lunghezza della testa e del corpo di 48 mm, la lunghezza dell'avambraccio tra 42,5 e 45 mm, la lunghezza della coda di 45 mm, la lunghezza del piede di 7 mm, la lunghezza delle orecchie di 16 mm e un peso fino a 6,6 g.

### Aspetto
Le parti dorsali sono bruno-rossastre scure, mentre le parti ventrali sono più chiare. Le orecchie sono grandi, ben separate tra loro, moderatamente lunghe e arrotondate, con una profonda rientranza nella parte centrale del margine esterno. Il trago è di dimensioni moderate e leggermente curvato in avanti. Le ali sono attaccate posteriormente alla base delle dita dei piedi, i quali sono piccoli.  Il calcar è lungo e privo di carenatura.

## Biologia

### Comportamento
Alcuni individui sono stati catturati all'interno di una galleria stradale.

### Alimentazione
Si nutre di insetti.

### Riproduzione
Una femmina che allattava è stata catturata nel mese di novembre. Danno alla luce un piccolo alla volta.

## Distribuzione e habitat
Questa specie è conosciuta soltanto sull'isola di Anjouan, nell'arcipelago delle Comore.

## Conservazione
La IUCN Red List, considerato che questa specie è stata riconosciuta come tale solo recentemente e ci sono ancora poche informazioni circa il suo areale, lo stato della popolazione, le minacce e i requisiti ecologici, classifica M.anjouanensis come specie con dati insufficienti (DD).